# Gajapathinagaram
Gajapathinagaram é uma vila no distrito de Vizianagaram, no estado indiano de Andhra Pradesh.

## Demografia
Segundo o censo de 2001, Gajapathinagaram tinha uma população de 5282 habitantes. Os indivíduos do sexo masculino constituem 48% da população e os do sexo feminino 52%. Gajapathinagaram tem uma taxa de literacia de 60%, superior à média nacional de 59,5%: a literacia no sexo masculino é de 67% e no sexo feminino é de 53%. Em Gajapathinagaram, 11% da população está abaixo dos 6 anos de idade.